# Boris Pugo
Boris Carlovitch Pugo (em russo, Бори́с Ка́рлович Пу́го) (Tver, 19 de fevereiro de 1937 – Moscou, 22 de agosto de 1991) foi um líder político da União Soviética.

## Biografia
Pugo nasceu em Kalinin, na URSS (atual Tver, na Rússia), numa família de comunistas letões que haviam deixado a Letônia após a derrota do exército vermelho na guerra separatista de 1918-1920. Sua família retornou à Letônia após a reanexação do território pela União Soviética, em 1940.
Pugo formou-se na Universidade Politécnica de Riga em 1960 e, desde então, trabalhou em várias funções do Komsomol, do PCUS e do governo soviético, tanto na Letônia quanto em Moscou. Entre 1960 e 1984, chegou a ser primeiro-secretário do Comitê Central do Komsomol da República Socialista Soviética da Letônia, secretário do Comitê Central do Komsomol da URSS, primeiro-secretário do Comitê Municipal de Riga no Partido Comunista e chefe da KGB na Letônia.
Pugo também foi primeiro-secretário do Partido Comunista Letão de 1984 a 1988.
Entre 1990 e 1991, ele exerceu a função de Ministro de Assuntos Interiores da URSS. Participou ativamente do golpe da linha-dura em agosto de 1991 e, logo depois, foi forçado a cometer suicídio pelas forças reacionárias.[carece de fontes?] Vários órgãos de imprensa, incluindo o Moscow Times e a revista Time, questionaram as circunstâncias de sua morte, insinuando que na verdade ele teria sido assassinado.